# Hans Meyer (football)
Pour les articles homonymes, voir Meyer et Hans Meyer.
Hans Meyer, né le 3 novembre 1942 à Briesen, est un footballeur et entraîneur de football allemand. 

## Biographie
Il effectue l'intégralité de sa carrière de joueur au FC Carl Zeiss Iéna, club dont il est l'entraineur pendant 13 ans entre 1971 et 1983.
Il prend sa retraite d'entraîneur en 2009.

## Palmarès
- Vainqueur de la Coupe d'Allemagne en 2007 avec le FC Nuremberg